# Туфайл ибн Амр
Аль-Туфайл ибн Амр ад-Дауси (араб. ٱلطُّفَيْل إِبْن عَمْرُو ٱلدَّوْسِيي‎; 580-е — 633) — сподвижник исламского пророка Мухаммеда, он был вождем племени Бану Даус из Тихамы в доисламские времена.

## Биография
Он принял ислам примерно за четыре года до хиджры в 622 году н. э. и помог распространить его среди своих соплеменников. Во время войн с вероотступниками он повёл отряд своего народа против лжепророка Мусайлимы. В 633 году битве при Ямаме Туфайль ибн Амр пал мучеником.
В книгах хадисов рассказывается, что когда он отправился в Мекку для совершения хаджа, как обычно, мекканцы предупредили его не приближаться и не слушать Мухаммеда. Они сказали ему, что Мухаммед — колдун. Туфайль был так обеспокоен, что заткнул уши ватой, чтобы не слышать Мухаммеда. Туфайль совершал таваф, когда увидел, как Мухаммед читает часть Корана. Туфайлю было любопытно, и он подумал, что он глава своего племени, умный человек, и как колдун может завладеть им, поэтому он снял вату, подошёл к Мухаммеду и послушал Коран.